# Гемпель Омелян Олександрович
Гемпель Омелян Олександрович (також Еміль, у деяких джерелах — Володимир) (1892, Київ — ?) — підполковник Армії УНР.

## Біографія
Народився 5 травня 1891 року у м. Новомиргород Херсонської губ, тепер Кіровоградської області. За даними Ярослава Тинченка, народився 1892 року у Києві.
Закінчив 1913 року Київську художню школу, вступив до Київського комерційного інституту. У 1916 році взятий до російського війська. Закінчив Київську військову школу.
Поручик технічних військ російської армії.
З 9 лютого 1918 р. служив у 2-му Запорізькому курені (з 15 березня 1918 р. — полку) Армії УНР. У квітні 1918 р. — тимчасово комендант Олександрівська. Активний діяч партії соціалістів-самостійників. З березня 1919 р. — командир 1-го Гуцульського полку Морської піхоти Дієвої армії УНР. З 3 травня 1919 р. перебував у розпорядженні коменданта Рівного. Невдовзі потрапив до польського полону. У складі Запорізької Збірної дивізії Дієвої армії УНР брав участь у Першому Зимовому поході. У 1920 р. — командир телеграфної чоти штабу 1-ї Запорізької дивізії Армії УНР. Подальша доля невідома.

## Вшанування пам'яті
28 травня 2011 року у мікрорайоні Оболонь було відкрито пам'ятник «Старшинам Армії УНР — уродженцям Києва». Пам'ятник являє собою збільшену копію ордена «Хрест Симона Петлюри». Більш ніж двометровий «Хрест Симона Петлюри» встановлений на постаменті, на якому з чотирьох сторін світу закріплені меморіальні дошки з іменами 34 старшин Армії УНР та Української Держави, які були уродженцями Києва (імена яких вдалося встановити історикам). Серед іншого вигравіруване й ім'я Омеляна Гемпеля.